# Plocio Firmo
Plocio Firmo  fue un caballero romano y Senado romano que vivió en el siglo I. Después de su adopción, adoptó el nombre de Cayo Tulio Capitón Pomponiano Plocio Firmo (en latín: Gaius Tulius Capito Pomponianus Plotius Firmus).

## Familia y carrera ecuestre
Hijo de Plocio Firmo y Vestilia, se alisto en la Guardia Pretoriana bajo Nerón, para pasar después a dirigir como prefecto las cohortes de vígiles. En 69, traicionó a Galba y apoyó en su contra a Otón, quien le nombró como uno de sus Prefectos del pretorio conjuntamente con Licinio Próculo, pero después de sus suicidio, fue destituido por Vitelio, aunque logró sobrevivir.

## Adopción y carrera senatorial
Bajo Vespasiano, fue adoptado por el senador Cayo Tulio Capitón Pomponiano, adoptando el nombre Cayo Tulio Capitón Pomponiano Plocio Firmo, con lo que consiguió entrar en ordo senatorius, e inmediatmente fue enviado al distrito militar de Numidia como legado de la Legio III Augusta.
En 84, fue nombrado consul suffectus para el nundinum de septiembre a octubre de 84.